# Onthophagus skelleyi
Onthophagus skelleyi es una especie de insecto del género Onthophagus, familia Scarabaeidae, orden Coleoptera.
Fue descrita científicamente por Sánchez–Huerta, Zunino & Halffter en 2018.